# Hapiaa
Hapiaa (Hapico) war ein altägyptischer Goldschmied, der in der 20. Dynastie, um 1100 v. Chr., in Theben tätig war. Heute sind keine Werke Hapiaas mehr bekannt, er ist nur noch durch die Erwähnung in mehreren Papyrii („Grabräuberakten“) bekannt, in denen Hapiaa als Grabräuber erwähnt wird, der mit anderen Beteiligten in Theben-West mehrere Gräber beraubt hatte.

## Einzelbelege
1. ↑  Papyrus Leopold II / Papyrus Amherst 2.2, 3.11 / Papyrus BM 10054 Verso 1.7

| Personendaten    | Personendaten                                        |
| ---------------- | ---------------------------------------------------- |
| NAME             | Hapiaa                                               |
| ALTERNATIVNAMEN  | Hapico                                               |
| KURZBESCHREIBUNG | antiker griechischer Toreut                          |
| GEBURTSDATUM     | 12. Jahrhundert v. Chr. oder 11. Jahrhundert v. Chr. |
| STERBEDATUM      | 11. Jahrhundert v. Chr. oder 10. Jahrhundert v. Chr. |